# 188e brigade blindée
Pour les articles homonymes, voir 188e brigade.
La 188e brigade blindée « Barak » est une brigade blindée de la 36e division des forces de défense israéliennes, subordonnée au commandement régional du Nord.
L'emblème de la brigade blindée Barak est un losange bordé de rouge portant une épée sur un fond bleu et blanc représentant le littoral de Haïfa.
En 1990, la brigade fut la première à adopter le char de combat principal Merkava Mark 3, remplaçant ainsi progressivement ses anciens chars Centurion. La brigade a abandonné le Mark 3 en 2020 au profit des Mark 4.

## Historique

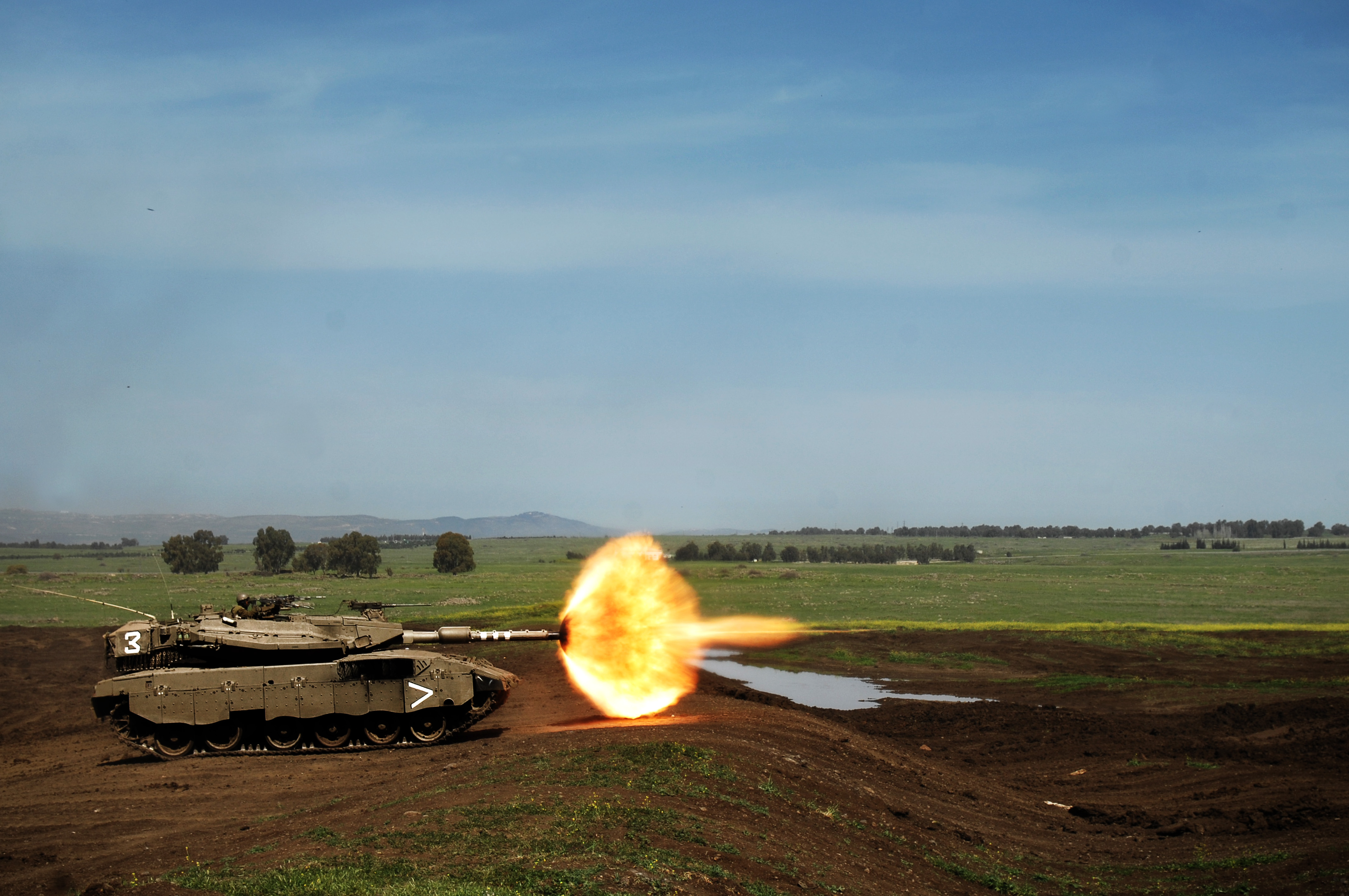
Char de la 188e brigade blindée en exercice sur les hauteurs du Golan en 2008.

Lors de la guerre du Liban de 1982, l'unité combat à Beyrouth et participe à la prise de l'aéroport local.
Au cours de la guerre de Gaza de 2014, l'unité est déployée dans la ville de Gaza.
L'unité est déployée pendant la guerre à Gaza depuis octobre 2023. En décembre de la même année, lors du siège de Gaza, la 188e brigade blindée capture la place de la Palestine dans le quartier Shuja'iyya de Gaza, en publiant des images de démolissions du « monument de la guerre » qui célébrait l'embuscade d'un véhicule blindé de transport de troupes israélien lors de la bataille de Shuja'iyya en 2014. L'unité opère ensuite à Bureij début 2024. Début janvier 2025, la 188e brigade blindée, récemment redéployée du Liban après son invasion en 2024, prend position à Jabaliya, remplaçant la 401e brigade qui s'est retirée après deux mois d'intenses combats et la perte de son commandant, le colonel Ehsan Daxa.

## Organisation en 2024
- 188e brigade blindée « Barak »
  - 53e bataillon blindé « Sufa/Tempest » (Merkava Mk.4M)
  - 71e bataillon blindé « Reshef/Flash » (Merkava Mk.4M)
  - 74e bataillon blindé « Saar/Storm » (Merkava Mk.4M)
  - 605e bataillon du génie blindé « Ha-Mahatz »
  - Bataillon logistique « Barak »
  - Compagnie de reconnaissance
  - 358e compagnie de transmissions « Lightning Arrow »